# Mnichov (Strakonicei járás)
Mnichov falu és önkormányzat (obec) Csehország Dél-csehországi kerületének Strakonicei járásában. Területe 8,31 km², lakosainak száma 249 (2008. 12. 31). A falu Strakonicétől mintegy 8 km-re északnyugatra, České Budějovicétől 61 km-re északnyugatra, és Prágától 97 km-re délnyugatra fekszik.
A település első írásos említése 1243-ből származik.

## Népesség
A település népessége az elmúlt években az alábbi módon változott:
| Lakosok száma | 626  | 592  | 589  | 446  | 304  | 219  | 226  | 225  | 241  | 251  |
|               | 1869 | 1890 | 1921 | 1950 | 1980 | 2001 | 2017 | 2019 | 2022 | 2024 |